# 巨人观
巨人觀（英語：bloated cadaver）是指屍體高度腐敗後出現的一種現象。在人死後，由於免疫系统停止工作，體内的細菌会大量滋生，同時體内的酶分解遺體並產生大量腐敗氣體，導致全身膨胀成巨人狀，死者容貌也會難以辨識。